# 갈비구이
갈비구이 또는 갈비는 쇠갈비나 돼지갈비를 구워 만든 한국의 요리이다.

## 어원
‘갈비뼈’는 ‘갈비’와 ‘뼈’의 합성어이다. ‘갈비’의 옛 형태는 ‘가리’이고 ‘뼈’의 옛 형태는 ‘ᄲᅧ’이다. 그래서 17세기 문헌에 ‘가리ᄲᅧ’로 나타나며, ‘ㅽ’이 ‘ㅃ’으로 표기되면서 ‘가리뼈’로 나타난다. 현대국어에서 ‘갈비’와 ‘갈비뼈’는 그 의미가 다르다. ‘갈비’는 “소나 돼지, 닭 따위의 가슴통을 이루는 좌우 열두 개의 굽은 뼈와 살을 식용으로 이르는 말”이며, ‘갈비뼈’는 “늑골(肋骨)을 일상적으로 이르는 말”이라는 의미를 갖는다. 17세기의 ‘가리’가 현대국어의 ‘갈비’와 동일한 의미인지 ‘갈비뼈’의 의미를 갖는 것인지는 정확히 알 수 없다. 그러나 18세기에 ‘륵(肋)’을 ‘가리’라고 한 것을 보면 ‘갈비뼈’의 의미를 갖고 있었던 것으로 보인다. ‘갈비’는 19세기 문헌에 처음 등장하는데 <국한회어>에 “갈비 脅幹肉<1895국한회,8>”라고 되어 있고, <춘향전>에 “갈비 한 ᄃᆡ 먹고지거 <18XX춘향철종下,36b>”라고 한 것을 보면 현대국어의 ‘갈비’와 동일한 의미로 쓰이고 있음을 알 수 있다. 그러나 ‘협(脇)’을 ‘갈비’라고 한 것으로 보아 ‘갈비뼈’를 ‘갈비’라고도 한 것으로 보인다.
그런데 현대국어의 ‘갈빗대’에 해당하는 단어로 19세기에 ‘가리대’가 나온다. <한영자전>에 “肋 (갈비대-*륵) ->가리대”라고 되어 있다. ‘갈빗대’가 갈비뼈 하나하나의 뼈대를 이르는 말이라는 것과 관련을 지어보면 ‘가리대’의 ‘가리’도 ‘갈비뼈’와 같은 의미를 가진 것으로 볼 수 있다. 1938년에 간행된 <조선어사전>에서는 ‘갈비’를 ‘갈빗대’의 준말로 설명하고 있고, ‘가리’는 ‘갈비’와 동의어로 처리하고 있다. 결국 ‘가리’는 현대국어의 ‘갈비뼈’를 의미하고 있었고 ‘갈비’는 식용으로 먹는 것을 의미하고 있었는데, ‘가리’가 소멸되면서 식용으로 먹는 ‘갈비’와 구별하기 위하여 ‘갈비뼈’라는 합성어를 만들어 낸 것으로 보인다.

## 종류
- 쇠갈비
  - LA 갈비
- 돼지갈비
  - 매운돼지갈비
  - 등갈비
- 닭갈비
- 떡갈비

## 사진첩

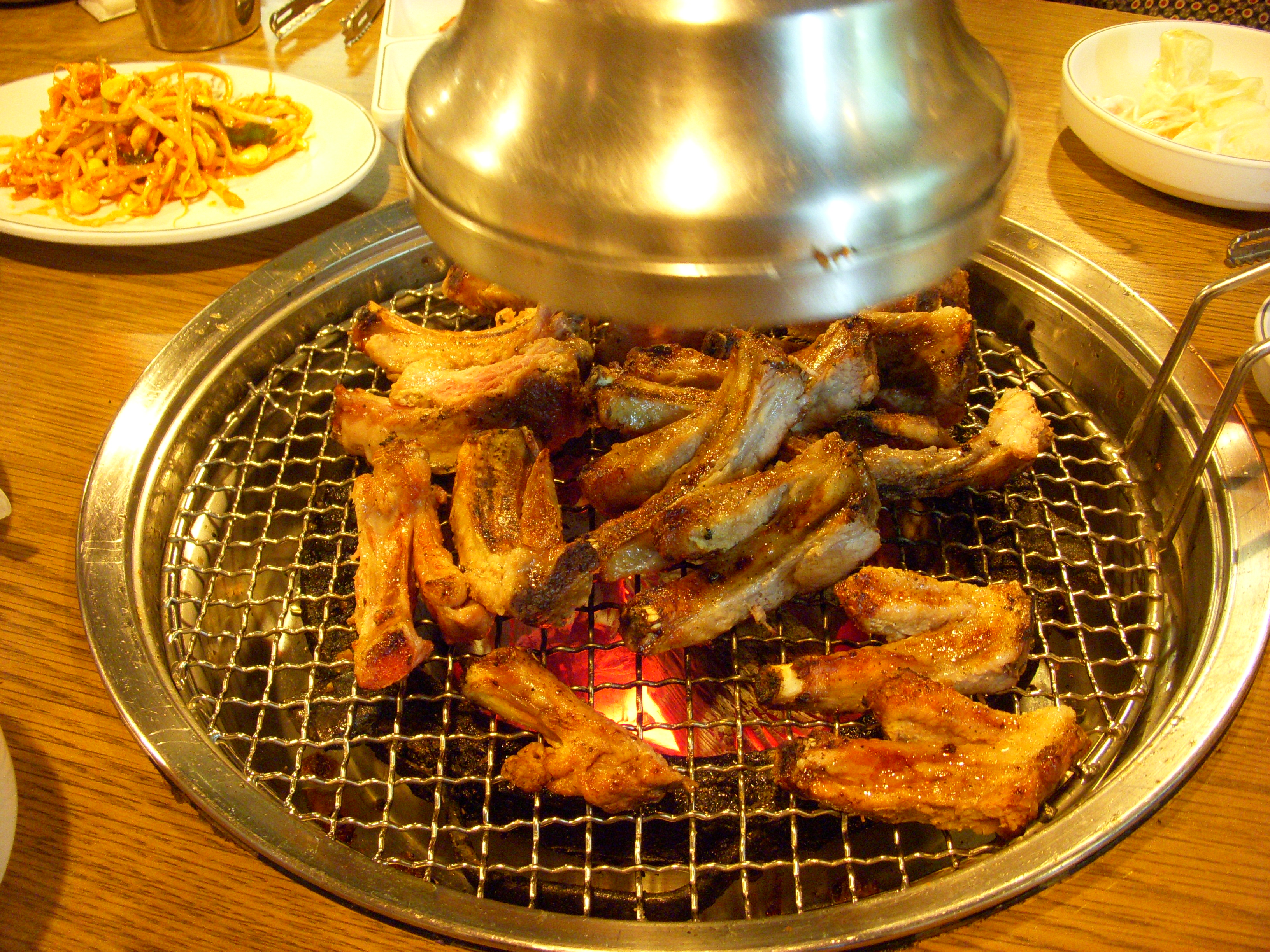
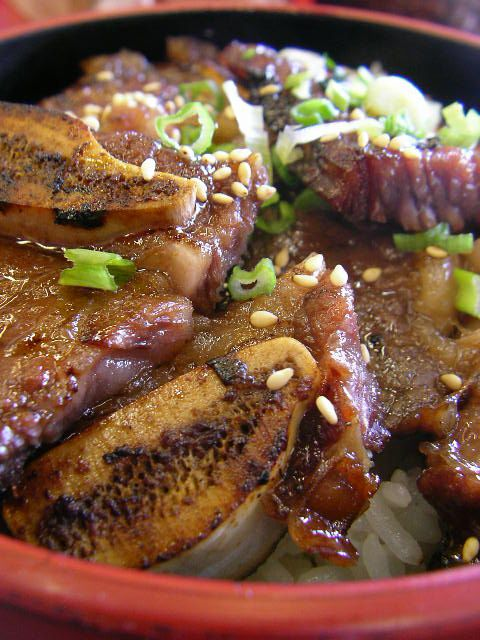
소갈비
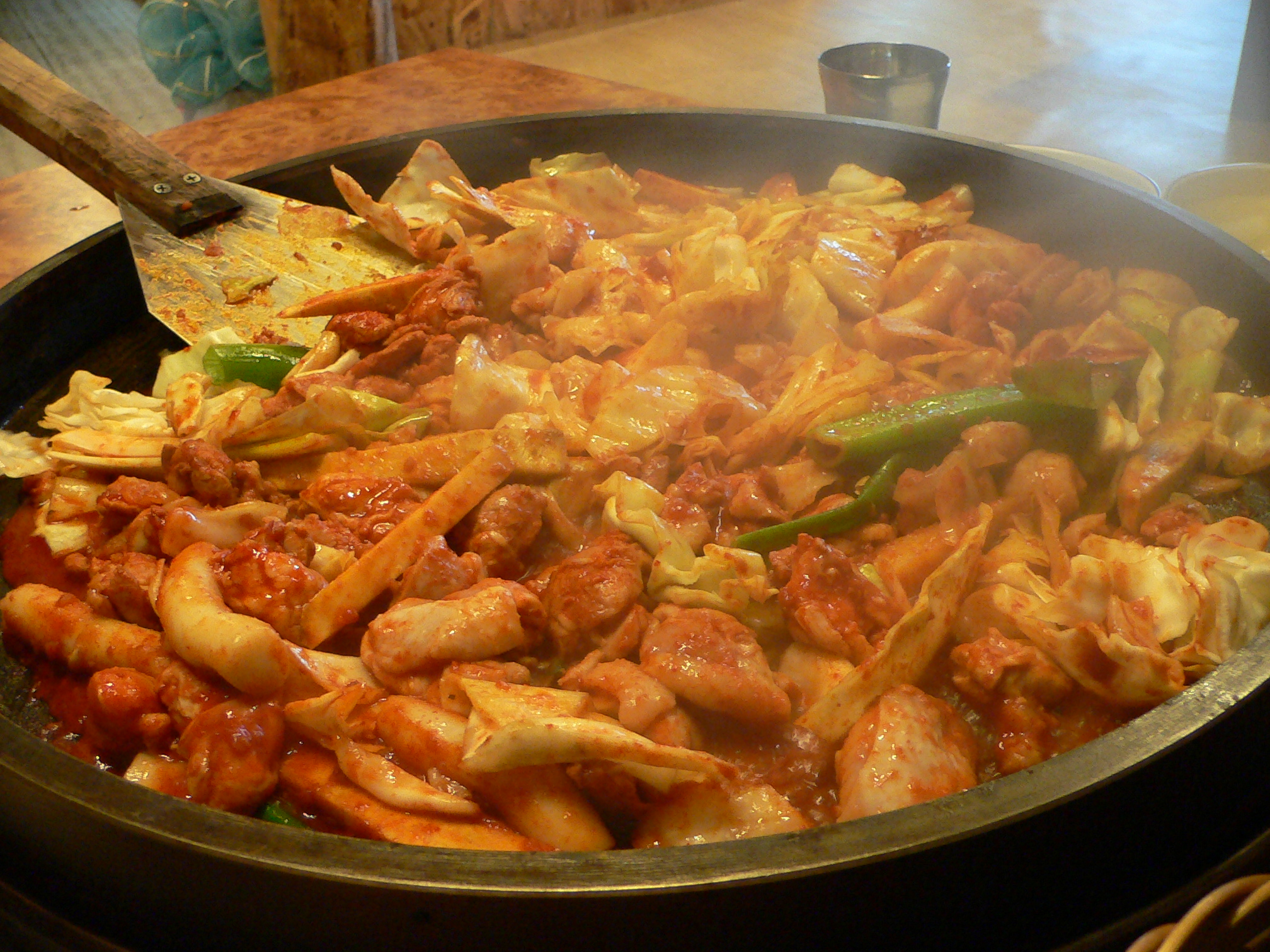
닭갈비
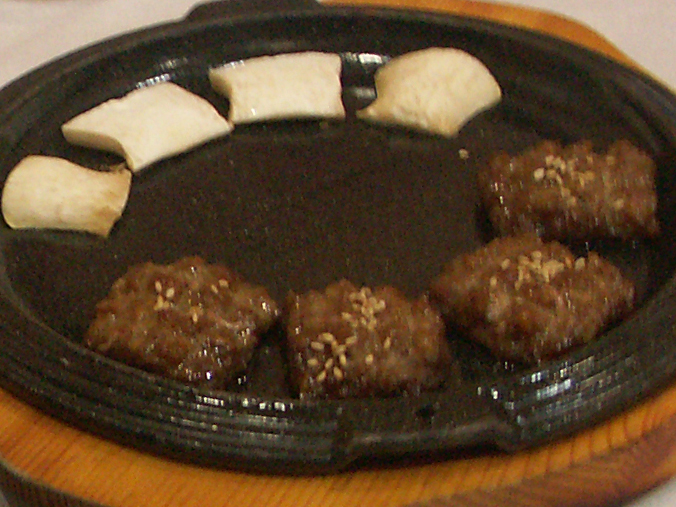
떡갈비
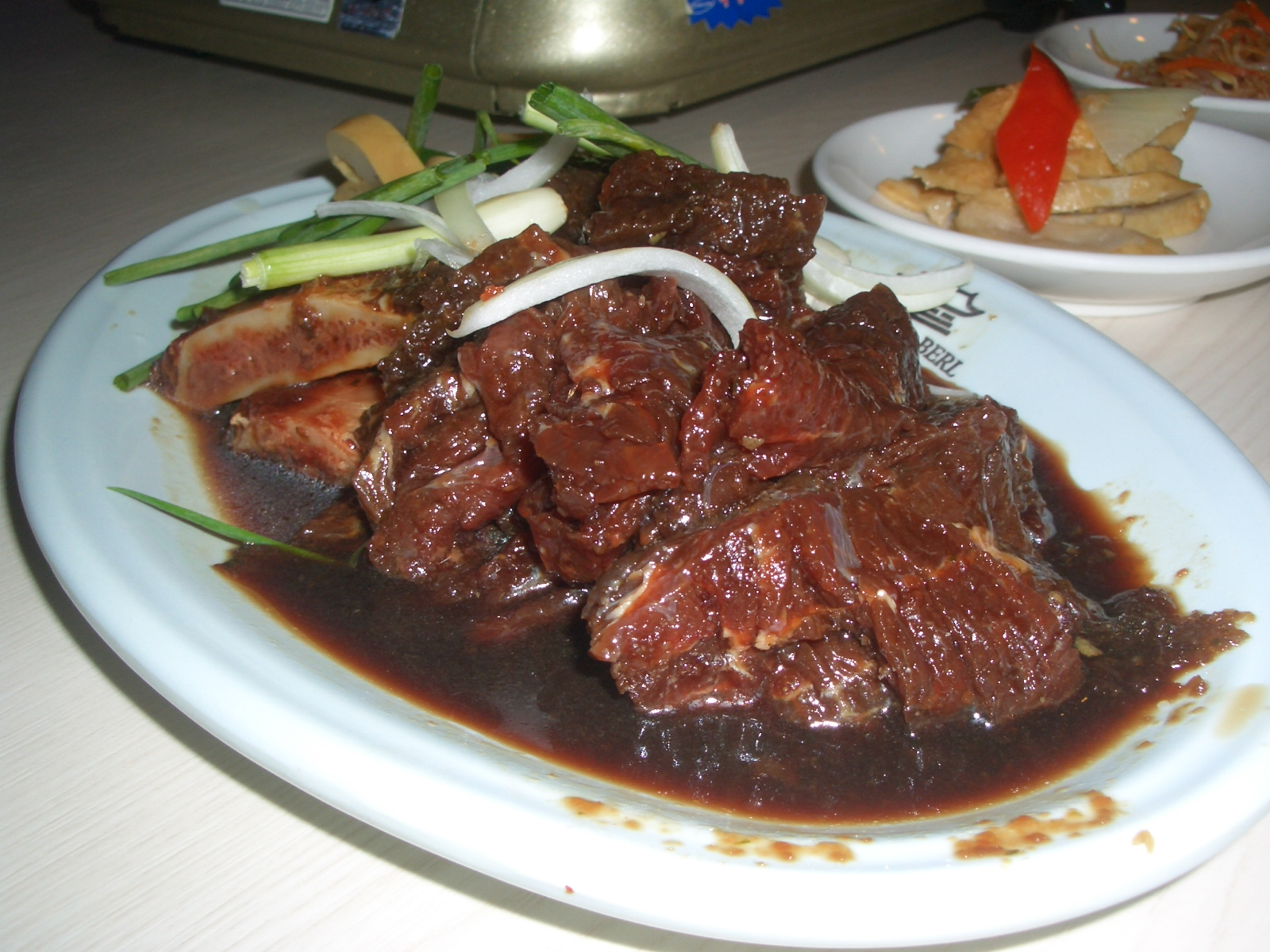
굽기 전의 양념 갈비

## 같이 보기
- 갈비탕
- 고기구이
- 삼겹살
- 불고기
- 닭갈비
- 갈비찜
- 육류
- 아사도
- 바비큐